# Malhação (7.ª temporada)
A sétima temporada da série de televisão brasileira Malhação, foi produzida e exibida pela TV Globo de 10 de abril de 2000 a 4 de maio de 2001, em 277 capítulos.
Escrita por Emanuel Jacobina, com colaboração de Maria Elisa Berredo, Patrícia Moretzsohn, Ricardo Hofstetter, Andréa Maltarolli e Max Mallmann, contou com a direção de Edson Spinello. A direção foi de Marcio Augusto, Direção geral foi de Luiz Henrique Rios, com direção de núcleo de Marcos Paulo.
Conta com as atuações de Fábio Azevedo, Ludmila Dayer, Fernanda Nobre, Sérgio Hondjakoff, Márcio Kieling, Samara Felippo, Roger Gobeth e Priscila Fantin. A canção "Te Levar", de Charlie Brown Jr., serve como tema da sétima temporada.

## Enredo
Com a passagem do ano letivo, na volta ás aulas do "Múltipla Escolha", novos alunos se misturam aos veteranos. Joana (Ludmila Dayer) é recém chegada do Acre, veio morar com a tia Linda (Giselle Trigre) e a prima Bia (Fernanda Nobre) para se dedicar aos estudos. Joana e Bia têm personalidade e estilos diferentes; no primeiro dia de aula as duas conhecem Marcelo (Fábio Azevedo), em quem Joana dá o primeiro beijo. Bia também se interessa pelo rapaz e força uma situação apresentando Marcelo para a família como seu namorado, o que impede Joana de assumir o que sente e não quer ter problemas com a prima.
Os professores Linda e Afonso (Giuseppe Oristanio) começam a namorar, pais respectivamente da Bia e Marcelo, que a princípio não aceitam o relacionamento. Até que Linda e Afonso se casam, constituindo uma família de cinco filhos, três dele, a filha dela e Joana que, ao ficar órfã, é adotada pelo casal. Para completar, por problemas financeiros vem morar com eles Jorge (Guilherme Leme), o ex-marido, e Iolanda (Denise Del Vecchio), a mãe de Linda. Os dois mau caráter.
Os casais formados no ano anterior Tatiana (Priscila Fantin) e Rodrigo (Mário Frias) passam por novas dificuldades juntos, por ele estar na faculdade e ela ainda no 2º ano do ensino médio, além da primeira relação sexual.
Érica (Samara Felippo) e Touro (Roger Gobeth) enfrentam vários obstáculos quando a moça descobre que está contaminada com HIV.
Malhação passou a investir em temas sérios e merchandising social, com o intuito de atrair uma audiência mais adulta. Nesta temporada foram abordados temas como: violência, visual, separação dos pais, cachorros, sexo, tabagismo, hacker, eleições, poluição, vocação, esportes, AIDS, voluntariado, álcool, homofobia, furtos, síndrome do pânico, menor abandonado e casamento.

## Elenco
| Intérprete         | Personagem                            |
| ------------------ | ------------------------------------- |
| Fábio Azevedo      | Marcelo Malta                         |
| Ludmila Dayer      | Joana Vasconcelos Carneiro            |
| Fernanda Nobre     | Beatriz Albuquerque Vasconcelos (Bia) |
| Márcio Kieling     | Bernardo Crisântemo (Perereca)        |
| Priscila Fantin    | Tatiana Almeida (Tati)                |
| Mário Frias        | Rodrigo Chaves                        |
| Samara Felippo     | Érica Schmidt                         |
| Roger Gobeth       | Alfredo Fernandes (Touro)             |
| Fernanda Souza     | Heloísa Castro (Helô)                 |
| Sérgio Hondjakoff  | Artur Malta (Cabeção)                 |
| Aisha Jambo        | Naomi Ramos                           |
| Robson Nunes       | Sávio Santos                          |
| Daniel de Oliveira | Marcos Almeida (Marquinhos)           |
| Natália Lage       | Marina Granato Ferreira de Almeida    |
| Giselle Policarpo  | Eduarda Quaresma (Duda)               |
| Camila Farias      | Carolina Maia                         |
| Giuseppe Oristânio | Prof. Afonso Malta                    |
| Giselle Tigre      | Profª. Linda Albuquerque              |
| Guilherme Leme     | Jorge Vasconcelos                     |
| Denise Del Vecchio | Iolanda Albuquerque (Ioiô)            |
| Nuno Leal Maia     | Prof. Paulo Pasqualete                |
| Fernando Pavão     | Prof. Gustavo Leal (Guto)             |
| Licurgo Spínola    | Prof. Vitor Maia                      |
| Antônio Grassi     | Prof. João Mendes (Jalecão)           |
| Paulo Pompéia      | Irandir Santos (Seu Santos)           |
| Sílvia Poggetti    | Maria Maravilha                       |
| Helder Agostini    | Fernando Malta (FM / Fernandinho)     |
| Luã Ubacker        | Arnaldo Viegas (AM / Arnaldinho)      |

### Participações especiais
| Intérprete               | Personagem                       |
| ------------------------ | -------------------------------- |
| José Augusto Branco      | Dr. Borges                       |
| Erik Marmo               | Sócrates Coelho (Só)             |
| Gabriel Gracindo         | Carlos Lins                      |
| Lília Cabral             | Claudia Almeida                  |
| Paulo Gorgulho           | Rubem Almeida                    |
| André De Biase           | Vinícius Lemos                   |
| Carlos Eduardo Dolabella | Marco Antônio Fernandes          |
| Tânia Bondezan           | Raquel Fernandes                 |
| Débora Duarte            | Leila Schmidt                    |
| Cláudio Lins             | Antônio                          |
| Danni Suzuki             | Lúcia                            |
| Geovanna Tominaga        | Letícia                          |
| Daniel Ávila             | Bruno Simões                     |
| Flávia Bonato            | Luciana                          |
| Mariana Dubois           | Fabiana                          |
| Mila Moreira             | Úrsula                           |
| Helena Fernandes         | Drª. Tânia                       |
| Jayme Periard            | Dr. Praxedes                     |
| Daniel Andrade           | José Bittencourt (Zezinho)       |
| Marcelo Novaes           | Felipe Caldas                    |
| Fernando Caruso          | Téodoro Farias "Théo" / Sinister |
| Ricardo Duque            | Cleiton                          |
| Java Mayan               | Emerson Souza                    |
| Betina Viany             | Madalena (Madá)                  |
| Luis Otávio              | Bilico                           |
| Marcelo Cavalcanti       | Bruno Marques (Bujão)            |
| Carolina Abranches       | Maria Lúcia Buendía (Marilú)     |
| Miguel Oniga             | Prof. Limar                      |
| Paula Newlands           | Profa. Rosa                      |
| Luiz André Alvim         | Prof. Lucas                      |
| Miguel Thiré             | Gian Santos (Jacaré)             |
| Bruno Padilha            | André Falcão                     |
| Rafaela Mandelli         | Fernanda Lemos (Nanda)           |
| Max Fercondini           | Leonardo Ferreira (Léo)          |
| Iran Malfitano           | Guilherme Ferreira (Gui)         |
| Romulo Simões            | Alessandro Schmidt (Alemão)      |
| Adriano Siri             | Prof. Will                       |
| Rosana Stávis            | Dona Ondina                      |
| Tito Júnior              | Aderbal                          |
| Júlio Braga              | Dr. Ribeiro                      |
| Paloma Riani             | Cristiana                        |

## Exibição
Foi exibida na íntegra pelo canal Viva de 10 de novembro de 2010 a 1 de dezembro de 2011, substituindo a 6.ª temporada. Foi reprisada de 5 de dezembro de 2011 a 24 de dezembro de 2012, sendo substituída pela 8.ª temporada.
Foi reexibida na íntegra de 08 de março a 18 de setembro de 2024 no canal fast Malhação Fast, dentro do Globoplay, de forma gratuita para não assinantes, com 2 capítulos diários.

### Outras mídias
Em 23 de setembro de 2024, foi disponibilizada na íntegra pelo Globoplay, como parte do Projeto Resgate.

## Audiência
A temporada 2000 de Malhação teve média geral de 26 pontos, sendo considerada um grande sucesso. Sua maior audiência foi no dia 14 de Julho com 34 pontos, e sua menor audiência foi nos dias 09 e 24 de Outubro quando registrou apenas 18 pontos.

## Trilha sonora

#### Lista de faixas
| N.º            | Título                                            | Compositor(es)                                           | Artista(s)          | Duração |  |
| 1.             | "Amor de Verdade"                                 | Paulo Ricardo Marinho Marcos                             | Paulo Ricardo       | 3:56    |  |
| 2.             | "Diga"                                            | Kacau Gomes Wagner Costa                                 | Kacau Gomes         | 3:22    |  |
| 3.             | "Posso Não Falar de Amor (Mas Entendo de Mulher)" | Bernardo Penteado                                        | Os Anjos            | 3:06    |  |
| 4.             | "Eu e Ela"                                        | Alexandre Carlo                                          | Natiruts            | 3:54    |  |
| 5.             | "Nada pra Mim"                                    | John Ulhoa                                               | Ana Carolina        | 3:07    |  |
| 6.             | "Cyber Love"                                      | Vinny                                                    | Vinny               | 3:52    |  |
| 7.             | "Todo Azul do Mar" (ao vivo)                      | Flávio Venturini Ronaldo Bastos                          | Boca Livre e 14 Bis | 4:29    |  |
| 8.             | "Tô Vazando"                                      | Gabriel o Pensador Harry Wayne Casey Deborah Carter      | Gabriel o Pensador  | 5:04    |  |
| 9.             | "Namorinho de Portão"                             | Tom Zé                                                   | Penélope            | 2:15    |  |
| 10.            | "Mania Nacional"                                  | Rivanil Sergio Porto Jairo Goes                          | É O Bicho           | 3:57    |  |
| 11.            | "Muchachas"                                       | Renato Chulam Danni Boy                                  | Símios              | 2:49    |  |
| 12.            | "Sem Você"                                        | Fernando Forni                                           | Fernando Forni      | 3:22    |  |
| 13.            | "Cheretim"                                        | Helinho Augusto Freitas Fábio Aguillar Júnior André Baba | Cabeçudoss          | 3:05    |  |
| 14.            | "Montanha da Paz"                                 | Daniel Malker                                            | Afrodizia           | 3:40    |  |
| Duração total: | Duração total:                                    | Duração total:                                           | Duração total:      | 49:58   |  |